# 荻野独園
荻野 独園（おぎの どくおん、文政2年（1819年）6月 - 明治28年（1895年）8月10日）は、幕末・明治の臨済宗僧侶。諱は承珠（じょうじゅ）、字は独園、号は退耕庵。独園承珠とも。廃仏毀釈の際に相国寺住持として日本の禅宗を守るために奔走した。

## 経歴
備前国児島郡山坂村（現在の岡山県玉野市）出身。8歳の時に親族がいた同郡の掌善寺に入って13歳で出家し、18歳の時に豊後国の帆足万里の下で儒学を学び、特に『周易』に通じた。6年後、京都に上洛して相国寺の大拙承演に師事して厳しい修行を積む。師が病気で倒れると越渓守謙の指導を受けながら最後まで師に尽くした。師の没後、心華院（現在の大光明寺）に移って布教活動をした。
明治3年（1870年）、独園は相国寺第126世住持となるが、折しも廃仏毀釈の嵐が吹き荒れて相国寺も敷地の一部を新政府に奪われるなど危機に瀕した。その中で明治5年（1872年）教部省が設置されて独園は教導職として招かれたのを機に東京に入り、次いで増上寺に大教院が設置されると大教正に任じられ、臨済宗・曹洞宗・黄檗宗の総管長を兼務した。だが、大教宣布に強く反対して「信教の自由」を掲げて、神官や国学者たちと激しく対立して、廃仏政策に激しく抵抗した。また、各宗派の管長を華族として懐柔しようとした時にも拒絶の姿勢を示した。その結果、明治8年（1875年）に大教院が廃止されて神道国教化政策は破綻に終わり、独園は相国寺に戻った。その後は、相国寺の再建に努める一方で、廃仏毀釈の影響が強かった南九州、特に鹿児島県の仏教寺院再建に尽くした。また、「信教の自由」の立場から幕末に相国寺が薩摩藩の京屋敷として貸していた敷地がキリスト教の学校（同志社英学校）の用地になった際にもこれを認めた。
伊達千広や山岡鉄舟ら多くの人々が独園の元に参禅した。明治27年（1895年）、自らが再興した京都・豊光寺において示寂。著作に『近世禅林僧宝伝』（全3巻）・『退耕録』（全3巻）がある。墓所は相国寺大光明寺。

## 註
1. ↑  『日本近代思想大系5　宗教と国家』 安丸良夫・宮地正人編、岩波書店、1988年、p.431。